# Pierre Perchaud
Pierre Perchaud (* 1981) ist ein französischer Jazzgitarrist und Banjospieler.

## Leben und Wirken
Perchaud stammt aus einer Musikerfamilie und wuchs im Département Charente auf; mit sechs Jahren lernte er Gitarre. Zunächst besuchte er das Konservatorium von Angoulême (Diplom 1999) und setzte sein Studium bei Alberto Ponce am CNR La Courneuve fort. Ferner hatte er Unterricht bei Didier Lockwood, nachdem er sich dem Jazz zugewandt hatte. Er arbeitet seit den 2000er-Jahren u. a. mit Christophe Wallemme, Karl Jannuska, Chris Jennings, Leon Parker, Stéphane Guillaume, Nicolas Moreaux, Anne Paceo, Amy Gamlen und Emile Parisien.  2009 wurde er Mitglied im Orchestre National de Jazz unter Leitung von Daniel Yvinec, u. a. zu hören auf den ONJ-Alben Around Robert Wyatt, Shut Up and Dance, Piazzolla! und The Party Im Bereich des Jazz war er zwischen 2003 und 2013 an 17 Aufnahmesessions beteiligt, auch mit Rémi Vignolo. In Deutschland trat er 2014 im Quartett Franco-Allemand mit Sebastian Sternal, David Helm und Nicolas Charlier auf. In der Gruppe The Watershed arbeitete er mit Christophe Panzani, Tony Paeleman und Karl Jannuska.

## Diskographische Hinweise
- Par quatre chemins (Gemini Records, 2010; mit Lynn Cassiers, Pierre de Bethmann, Nicolas Moreaux, Antoine Paganotti, sowie Axel Salmona, Hervé Walczak)
- Waterfalls (Gemini Records, 2013; mit Chris Cheek, Nicolas Moreaux sowie Sergio Krakowski, André Charlier)
- FOX: Pelican Blues (2017), mit Nicolas Moreaux, Jorge Rossy, Chris Cheek, Vincent Peirani, Christophe Panzani